# Dominique Forlini
Dominique Forlini (* 14. September 1924 in Paris; † 17. Oktober 2014 in Sèvres) war ein französischer Radrennfahrer.

## Sportliche Laufbahn
Forlini war im Straßenradsport und im Bahnradsport aktiv. Als Amateur startete er für den Verein AC Boulogne-Billancourt. 1947 gewann er eine Etappe der Fernfahrt Paris–London. 1948 wurde er Unabhängiger und kurze Zeit später Berufsfahrer. Er blieb bis 1962 als Radprofi aktiv. Forlini gewann 1948 den Großen Straßenpreis von Luxemburg, 1950 Paris–Valenciennes und eine Etappe des Circuit des six provinces, 1951 den Circuit de la Vienne und die Tour de l’Est Central (zwei Etappensiege), 1952 den Grand Prix de Nice und Tour de Corrèze. Seine bedeutendsten Erfolge hatte Forlini 1954 mit dem Gewinn der 6. und der 15. Etappe der Tour de France. Die Tour de France fuhr Forlini fünfmal. 1954 kam er auf den 32. Platz. 1949, 1950, 1951 und 1956 schied er jeweils aus.
Forlini startete erfolgreich bei Sechstagerennen. Er gewann die Rennen in Berlin 1954 mit Émile Carrara, in Brüssel 1954 mit Georges Senfftleben, 1955 in Frankfurt am Main mit Senfftleben und in Kopenhagen 1956 mit Senfftleben. Mit Georges Senfftleben gewann er auch 1956 die Europameisterschaft im Zweier-Mannschaftsfahren. Er gewann zahlreiche Zweier-Mannschaftsrennen, darunter die renommierten Prix Hourlier-Comès 1952 mit Carrara und Prix Dupré-Lapize 1955 mit Senfftleben.